# 샤바나 (방글라데시의 배우)
샤바나(벵골어: শাবানা, 1953년 ~ )는 방글라데시의 배우이다. 방글라데시 국립 영화상 여우주연상 8회(1980, 1982, 1984, 1987, 1989, 1990, 1991) 수상자이다.